# Thomas P. Salmon

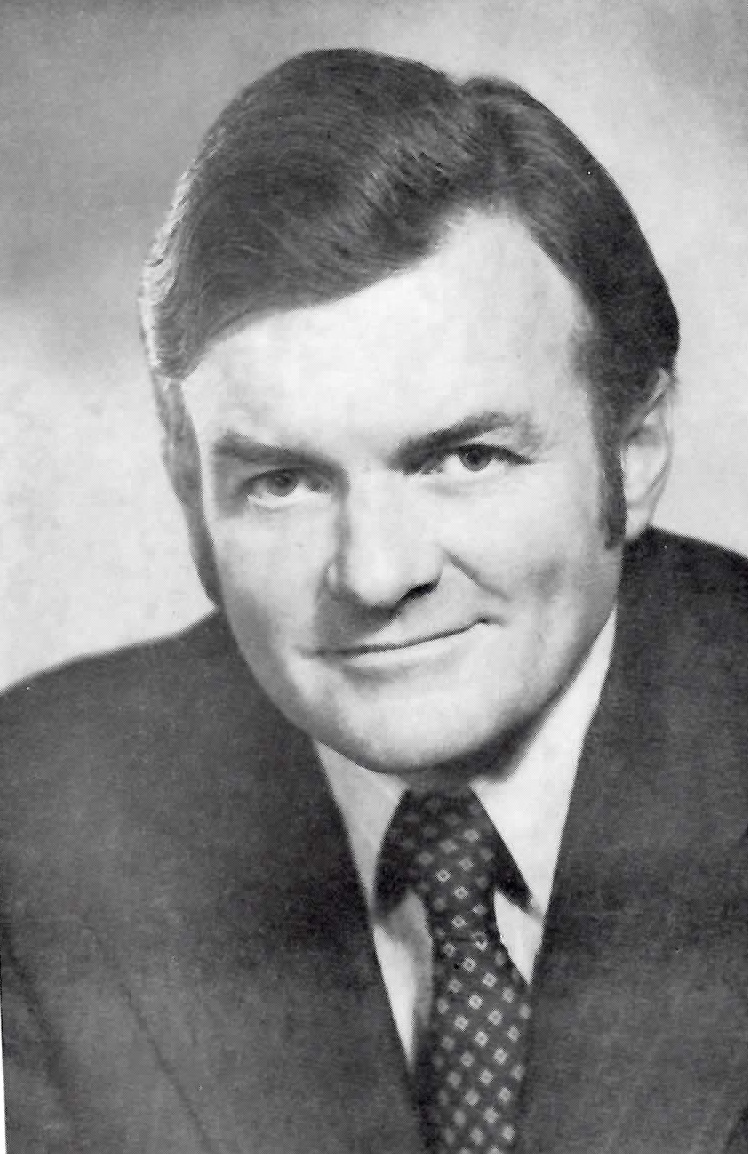
Thomas P. Salmon

Thomas Paul Salmon (* 19. August 1932 in Cleveland, Ohio; † 14. Januar 2025 in Brattleboro, Vermont) war ein US-amerikanischer Politiker. Er war von 1973 bis 1977 Gouverneur des Bundesstaates Vermont.

## Frühe Jahre und politischer Aufstieg
Thomas Salmon wurde in Cleveland geboren, wuchs aber in Stow in Massachusetts auf. Er besuchte die Hudson Highschool, ebenfalls in Massachusetts, und studierte schließlich bis 1954 am Boston College. An der juristischen Fakultät dieser Schule absolvierte er bis 1957 ein Jurastudium. Im Jahr 1958 studierte er zudem Steuerrecht an der New York University.
Salmon wurde Mitglied der Demokratischen Partei. Nach einem Umzug nach Rockingham in Vermont wurde er dort zwischen 1959 und 1972 Stadtrat. Von 1963 bis 1965 war er auch Richter in Bellows Falls. Zwischen 1965 und 1970 war er Abgeordneter im Repräsentantenhaus von Vermont. Dort war er zwei Jahre lang Fraktionsführer der damals oppositionellen Demokraten.

## Gouverneur von Vermont und weiterer Lebenslauf
Im Jahr 1972 wurde Salmon zum neuen Gouverneur seines Staates gewählt. Dieses Amt übte er zwischen dem 4. Januar 1973 und dem 6. Januar 1977 aus. Er war zeitweise im Vorstand der Gouverneursvereinigung der Neuenglandstaaten. Im Jahr 1976 bewarb er sich erfolglos um einen Sitz im Senat der Vereinigten Staaten. 
Von 1979 bis 1986 war er Mitglied des Board of Directors der United States Railway Association.
Zwischen 1993 und 1998 war er als Nachfolger von George H. Davis Präsident der University of Vermont. Danach praktizierte er in Bellows Falls als Rechtsanwalt. Im Jahr 1983 wurde er Vorstandsvorsitzender der Green Mountain Power Company.
Salmon war mit Madeleine Savaria verheiratet, mit der er vier Kinder hat. Sein Sohn Thomas wurde 2006 zum Leiter des Rechnungshofes (State Auditor) von Vermont gewählt.

## Einzelnachweis
1. ↑  Tom Salmon, governor behind ‘the biggest political upset in Vermont history,’ dies at 92. In: blesk.cz. 15. Januar 2025, abgerufen am 15. Januar 2025.

| Personendaten    | Personendaten                            |
| ---------------- | ---------------------------------------- |
| NAME             | Salmon, Thomas P.                        |
| ALTERNATIVNAMEN  | Salmon, Thomas Paul (vollständiger Name) |
| KURZBESCHREIBUNG | US-amerikanischer Politiker              |
| GEBURTSDATUM     | 19. August 1932                          |
| GEBURTSORT       | Cleveland, Ohio                          |
| STERBEDATUM      | 14. Januar 2025                          |
| STERBEORT        | Brattleboro, Vermont                     |